# Tridiscias
Tridiscias is een geslacht van kreeftachtigen uit de klasse van de Malacostraca (hogere kreeftachtigen).

## Soort
- Tridiscias transkei Kensley, 1983